# 諾基亞Lumia 505
諾基亞Lumia 505
是諾基亞在2012年11月Lumia 505在墨西哥發表的智慧型手機。搭載Windows Phone 7.8 作業系統。